# Monte Carlo Open 1978
Il Monte Carlo Open 1978 è stato un torneo di tennis giocato sulla terra rossa. 
È stata la 71ª edizione del Monte Carlo Open, che fa parte del Colgate-Palmolive Grand Prix 1978.
Si è giocato al Monte Carlo Country Club di Roquebrune-Cap-Martin in Francia vicino a Monte Carlo,
dal 10 al 16 aprile 1978.

## Campioni

### Singolare
Raúl Ramírez ha battuto in finale  Tomáš Šmíd  6–3, 6–3, 6–4

### Doppio
Peter Fleming /  Tomáš Šmíd hanno battuto in finale  Jaime Fillol /  Ilie Năstase con il punteggio di 6–4, 7–5